# Exocet
Exocet je rodina francouzských těžkých podzvukových protilodních střel, které lze nasadit z hladinových lodí (verze MM – zkratka z mer-mer), ponorek (SM), letadel a vrtulníků (AM – air-mer) i z pobřežních baterií (BC). Pro let k cíli používají inerciální navigační systém s aktivním naváděním v terminální fázi letu.
První střelu MM.38 navrhla francouzská společnost Nord Aviation (později Aérospatiale) a střela byla do služby zavedena roku 1975. Výrobcem Exocetů od roku 2021 je evropský koncern MBDA. Exocet patří mezi nejrozšířenější protilodní střely, neboť kromě Francie je zakoupilo dalších 38 států. Prodáno bylo okolo 3500 střel Exocet do 35 zemí. Server Missile Threat uvádí dodání 1260 MM.38, 800 MM.40, 1100 AM.39 a 140 SM.39, přičemž na stovky dalších má výrobce objednávky. Několik střel roku 1982 nasadila Argentina ve válce o Falklandy, přičemž jimi byla potopena britská nákladní loď SS Atlantic Conveyor a moderní torpédoborec HMS Sheffield.
Rodina střel je pojmenována podle Exocoetus volitans (letoun měkkoploutvý) — „létající ryby“ z čeledi letounovitých.

## Vývoj a popis

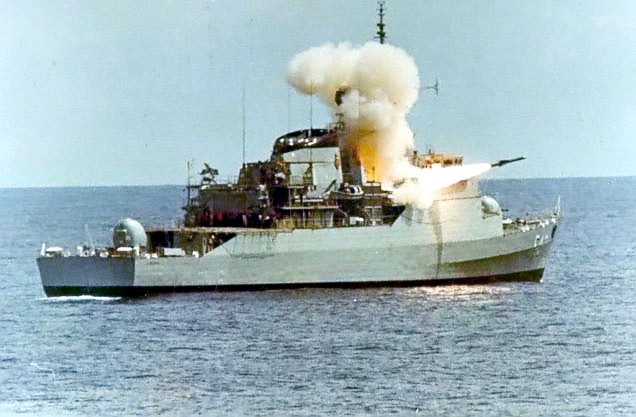
Vypuštění střely Exocet z brazilské fregaty Liberal (F43)

Prvním členem rodiny Exocet se stala námořní protilodní střela MM.38 s dosahem 40 km, která byla vyvinuta v letech 1967–1975. Její výroba skončila roku 2002. Jako druhá byla v letech 1974–1979 vyvinutá letecká verze AM.39, kterou je možné vybavit bojové letouny, hlídkové letouny, ale i vrtulníky. Tyto první Exocety se k cíli přibližovaly rychlostí přibližně Mach 0,93 (cca 1139 km/h) ve výšce přibližně 15 metrů po předem naprogramované dráze s využitím inerciálního navigačního systému. Při přiblížení se k cílové oblasti se zapnul radar ADAC Mk.1 (Auto Directeur ACtif) pro koncové navedení. Ten pracoval v pásmu I (vlnová délka 3–3,75 cm) a bylo možné jej nastavit, aby se zapnul 12,8 nebo 5 km před cílem. Šířka zleva doprava prohledávaného sektoru před raketou se dala nastavit na 2,5 °, 6,25 ° a nebo 10 °. Hloubka prohledávaného prostoru se dala nastavit na 500, 1200, nebo 2500 metrů. V terminální fázi letu střela přešla do nižší letové hladiny (tzv. „sea skimming“) a to podle přednastavené výšky 7 m, 4,2 m, nebo 2,2 m (v závislosti na stavu moře) a zamířila na střed prvního cíle, který našla (to jest ten, který byl více vlevo). V případě, že byl ADAC rušen, střela zamířila ke zdroji signálu rušičky. Tyto první verze (k nimž patřily i všechny střely MM.38 a AM.39 použité Argentinci u Falkland – což Britové velmi dobře věděli) se daly poměrně jednoduše zmást a odklonit od skutečného cíle vypuštěním klamných radarových cílů (chaff – oblak úzkých hliníkových pásků). Chování střely při aktivním rušení pásma I šlo využít k odklonění rakety od cíle umístěním rušičky na vrtulníku, který letěl nad letovou hladinou rakety, takže střela neškodně proletěla pod ním. V roce 1982 byl zaveden nový ADAC 16, který dokázal rozlišit mezi klamným a skutečným cílem.
V případě, že z nějakého důvodu střela svůj cíl mine, pokračuje v hledání dalšího cíle. Před vypuštěním střely také lze nastavit (vypnout/zapnout) „přibližovací zapalovač“ – pokud střela na základě informací z radiovýškoměru dojde k závěru, že právě přelétá nad cílem, dojde k odpálení 165kg hlavice, která zasype cíl střepinami seshora.
Nakonec byla v letech 1979–1984 vyvinutá verze SM.39, která je vypouštěna z ponorek. Uložena je ve vodotěsném kontejneru. Od té doby probíhají průběžné modernizace Exocetů. Od roku 1976 byla vyvíjena vylepšená druhá generace námořní střely MM.40, která měla dosah prodloužený na 70 km. Roku 1992 následovala druhá generace leteckých a námořních střel MM.40/AM.39 Block 2.
Roku 2004 byl zahájen vývoj třetí generace námořních střel MM.40 Block 3, které jsou vybaveny proudovým motorem, který zvětšil jejich dosah až na 200 km a GPS naváděním, které umožnilo nasazení proti pozemním cílům.

## Verze

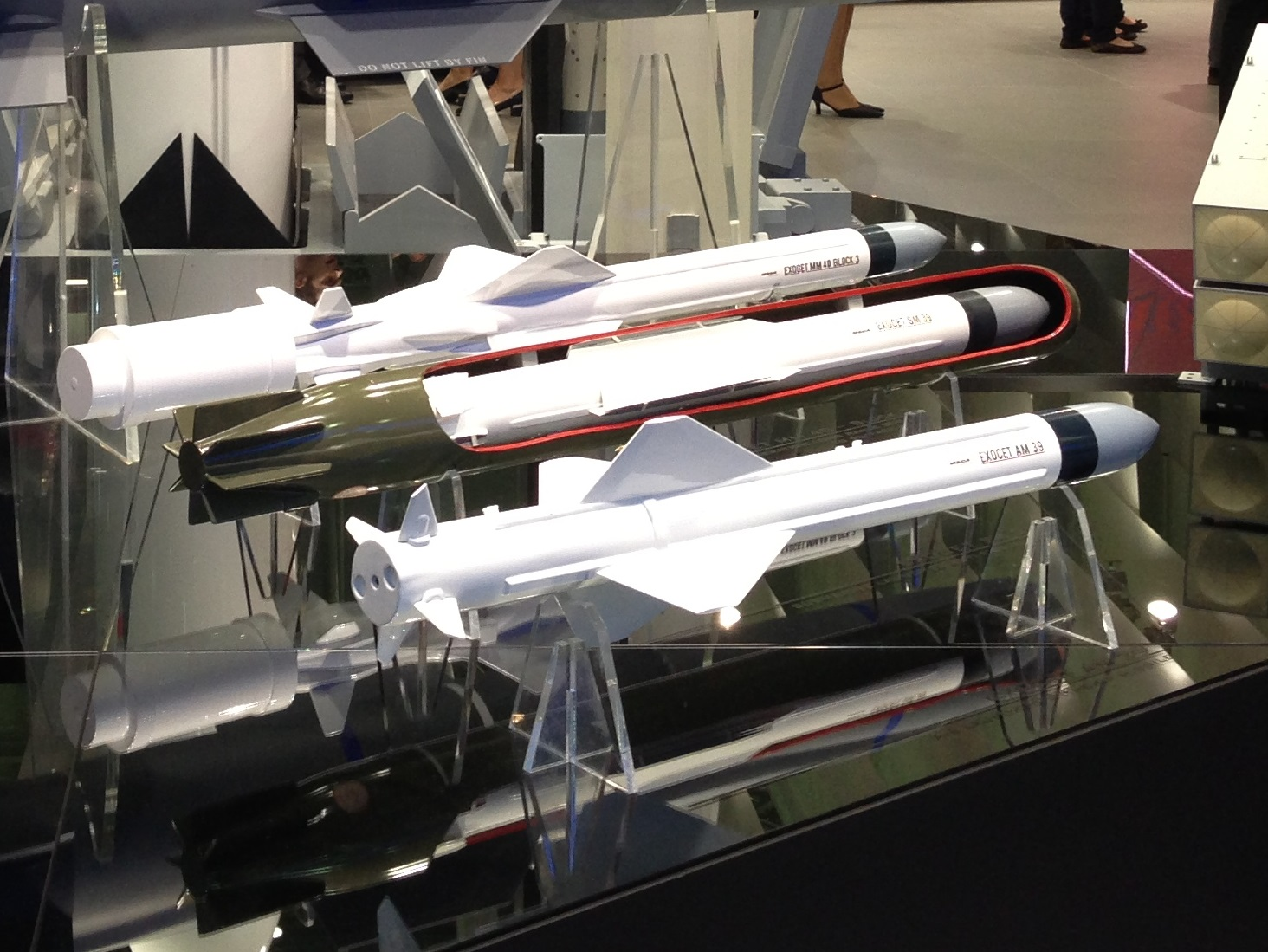
Rodina střel Exocet. Shora: námořní MM.40 Block 3 se startovacím boosterem, ponorková SM.39 a letecká AM.39

- MM.38 – Námořní protilodní střela zavedená roku 1975.[2]
- MM.40 – Námořní protilodní střela.[2]
- MM.40 Block 2 – Upgrade námořní střely zavedený roku 1992.[2]
- MM.40 Block 3 – Proudový motor, dosah až 200 km.
- MM.40 Block 3C (Coherent) – Hlavním vylepšením je nový digitální zaměřovač, který zvýší odolnost střely proti rušení. Dodávky francouzskému námořnictvu začnou roku 2021. Plánován je nákup 35 střel.[7]
- AM.38 – První verze námořní letecké protilodní střely pro vrtulníky SA 321 Super Frelon.[5]
- AM.39 – Letecká protilodní střela zavedená roku 1979.[2]
- AM.39 Block 2 – Upgrade letecké střely zavedený roku 1992.[2]
- AM.39 Block 2 Mod.2 – Digitální upgrade letecké střely určené pro letouny Dassault Rafale. Dodáno 40 modernizačních sad.
- SM.39 – Ponorková verze střely zavedená roku 1984.[2]
- SM.39 Block 2 Mod.2 – Digitální upgrade ponorkové střely určené pro jaderné ponorky třídy Suffren. Dodáno 40 modernizačních sad.
- BC.38 – Pozemní verze střely MM.38.
- BC.40 – Pozemní verze střely MM.40.

## Služba
Argentina své střely Exocet nasadila roku 1982 ve válce o Falklandy/Malvíny proti Velké Británii. AM.39 vypuštěné z argentinských letounů Super Étendard zasáhly a následně potopily raketový torpédoborec typu 42 HMS Sheffield (D80) a kontejnerovou loď SS Atlantic Conveyor. Další MM.38 Exocet (sejmutý z torpédoborce ARA Seguí a použitý v pozemní baterii) poškodil torpédoborec třídy County HMS Glamorgan (D19).
Exocety byly nasazeny rovněž Irákem za irácko-íránské války v letech 1980–1988. Za války obě strany napadaly tankery neutrálních států (tzv. válka tankerů). Dne 18. prosince 1982 Exocet poškodil řecký tanker Scapmount. V únoru 1985 se Exocetem zasažené liberijské plavidlo Neptunia stalo historicky prvním tankerem potopeným řízenou střelou. Dne 17. května 1987 irácký bojový letoun Dassault Mirage F1 dvěma střelami AM.39 omylem napadl americkou fregatu USS Stark (FFG-31). Při incidentu zemřelo 37 námořníků a 21 jich bylo zraněno. Fregatu se podařilo zachránit.

## Uživatelé
Citováno dle:
- Argentina – MM.38, AM.39, MM.40.

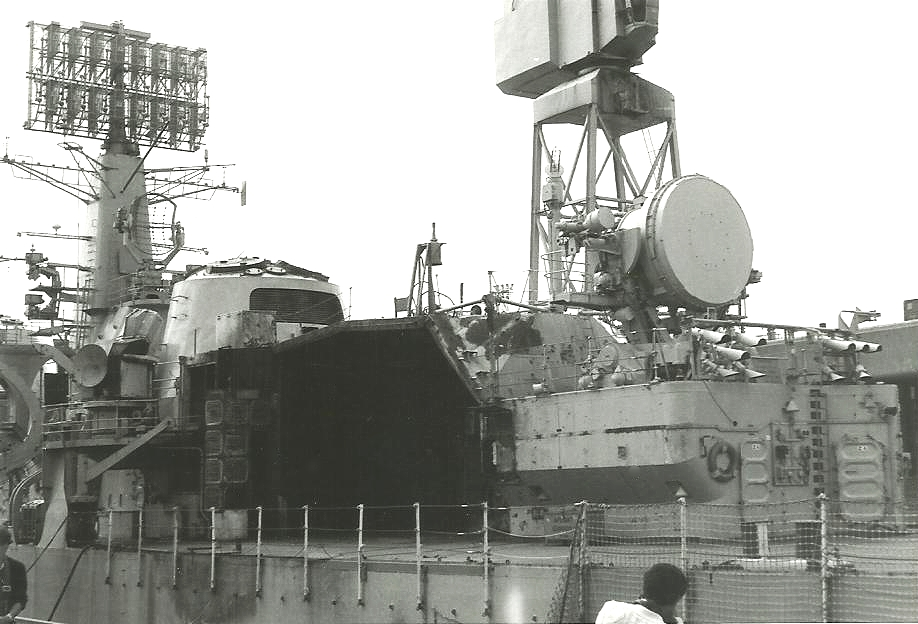
Poškození způsobené argentinským Exocetem na britském torpédoborci HMS Glamorgan

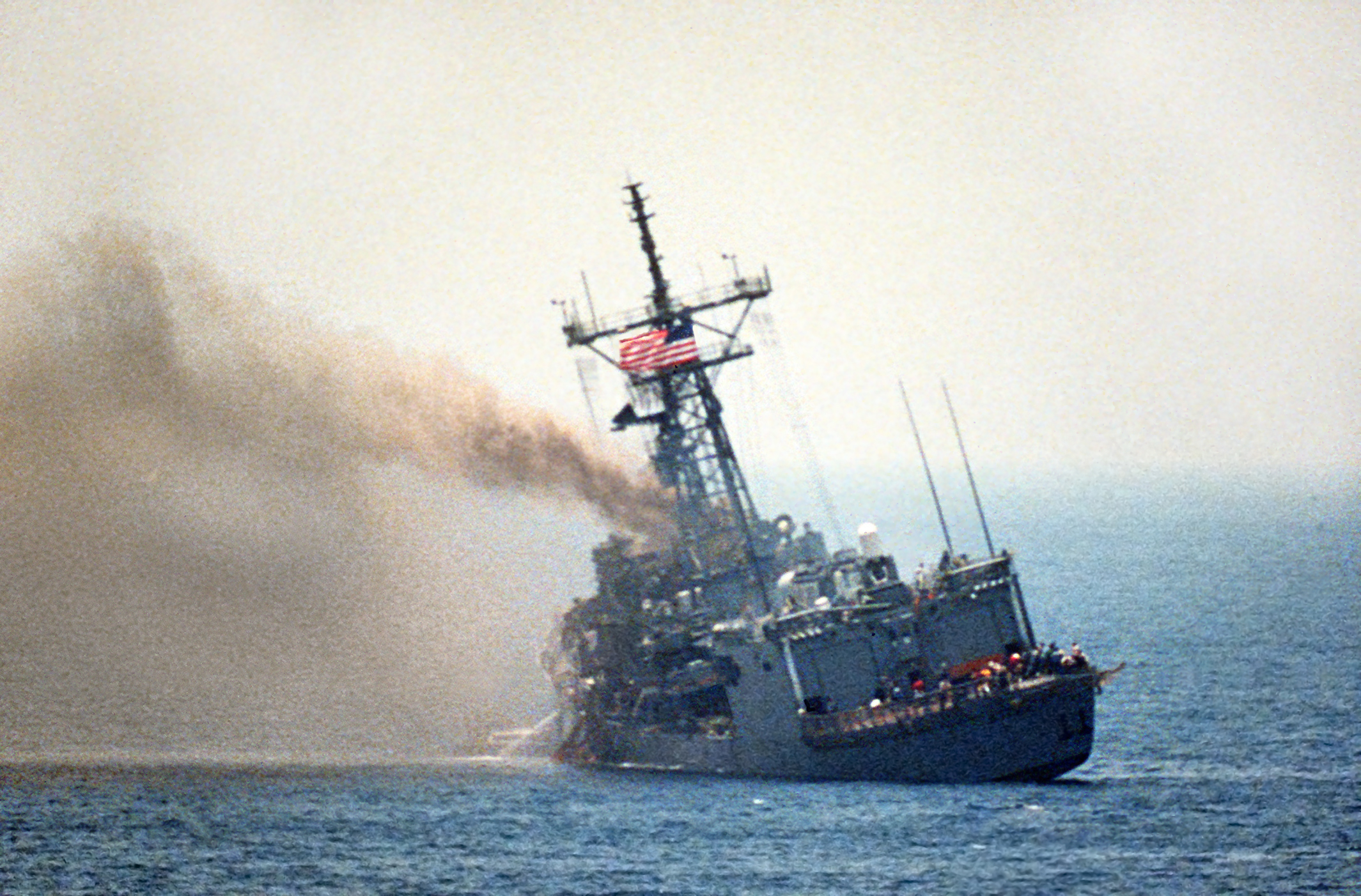
Iráckou střelou Exocet poškozená americká fregata USS Stark

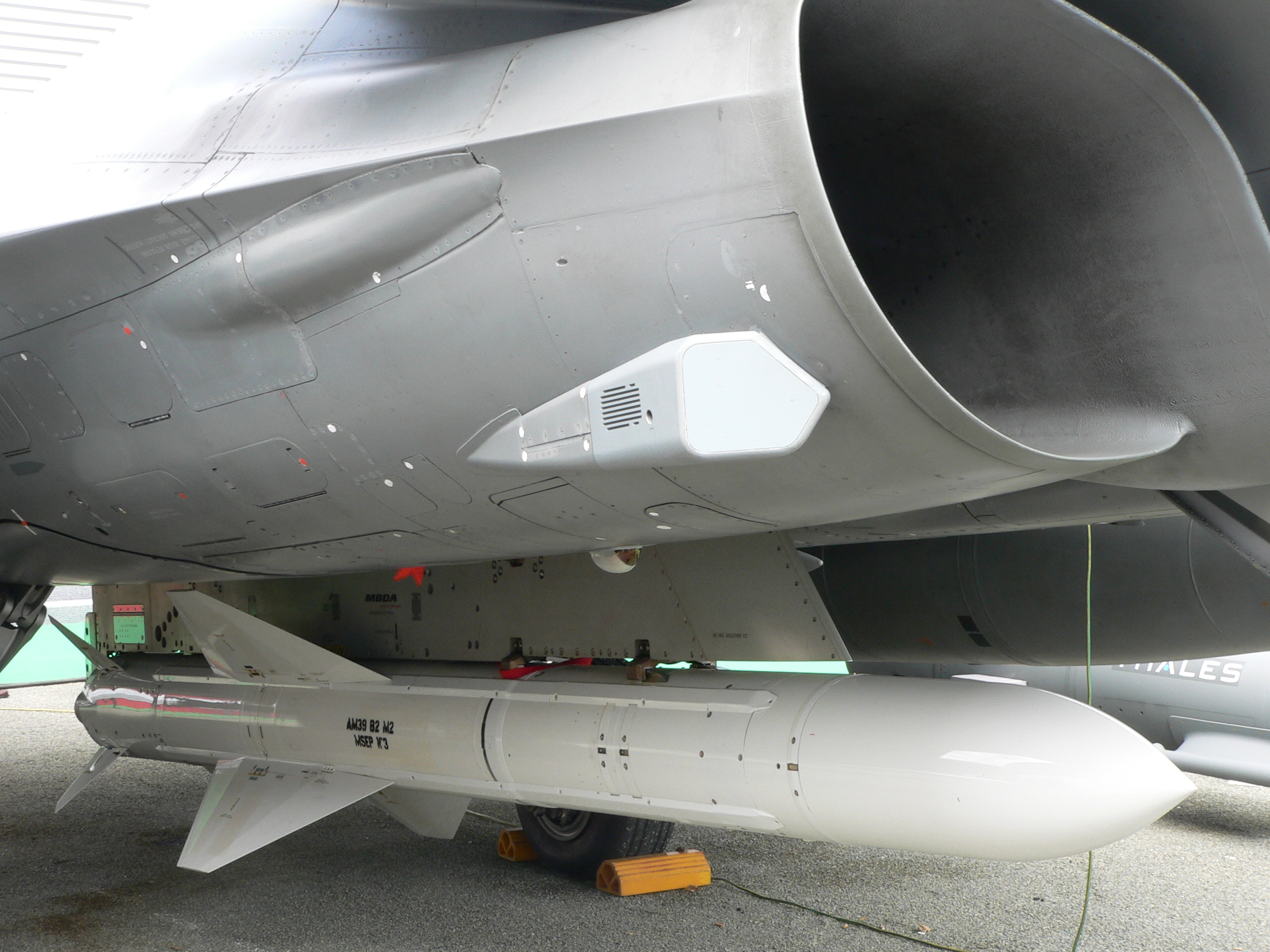
Exocet nesený letounem Dassault Rafale

- Bahrajn – MM.38, MM.40, MM.40 Block 2.
- Belgie – MM.38.
- Brazílie – MM.38, AM.39.
- Brunej – MM.38, MM.40.
- Bulharsko – MM.38, MM.40.
- Egypt – MM.38, AM.39, MM.40.
- Ekvádor – MM.38, MM.40.
- Francie – MM.38, SM.39, AM.39, MM.40.
- Chile – MM.38, SM.39.
- Indie – SM.39, AM.39.
- Indonésie – MM.38, MM.40 Block 2, MM.40 Block 3.
- Irák – MM.38, AM.39, MM.40.
- Jižní Afrika – SM.39, AM.39, MM.40 Block 2.
- Jižní Korea – MM.38, MM.40.
- Kamerun – MM.38, MM.40.
- Katar – MM.38, AM.39, MM.40.
- Kolumbie – MM.38, MM.40.
- Kuvajt – MM.38, AM.39, MM.40.
- Kypr – MM.38, MM.40.
- Malajsie – MM.38, SM.39, MM.40 Block 2.
- Maroko – MM.38, AM.39, MM.40 Block 2, MM.40 Block 3.
- Německo – MM.38, MM.40.
- Nigérie – MM.38, MM.40.
- Omán – MM.38, AM.39, MM.40.
- Pákistán – MM.38, SM.39, AM.39, MM.40.
- Peru – MM.38, AM.39, MM.40.
- Pobřeží slonoviny – MM.38, MM.40.
- Řecko – MM.38, AM.39, MM.40 Block 2, MM.40 Block 3.
- Saúdská Arábie – MM.38, AM.39, MM.40.
- Singapur – AM.39.
- Spojené arabské emiráty – AM.39, MM.40 Block 3.
- Thajsko – MM.40.
- Tunisko – MM.40.
- Turecko – MM.40.
- Uruguay – MM.40.
- Spojené království – MM.38.
- Venezuela – AM.39.
- Vietnam – MM.40 Block 3.

## Hlavní technické údaje

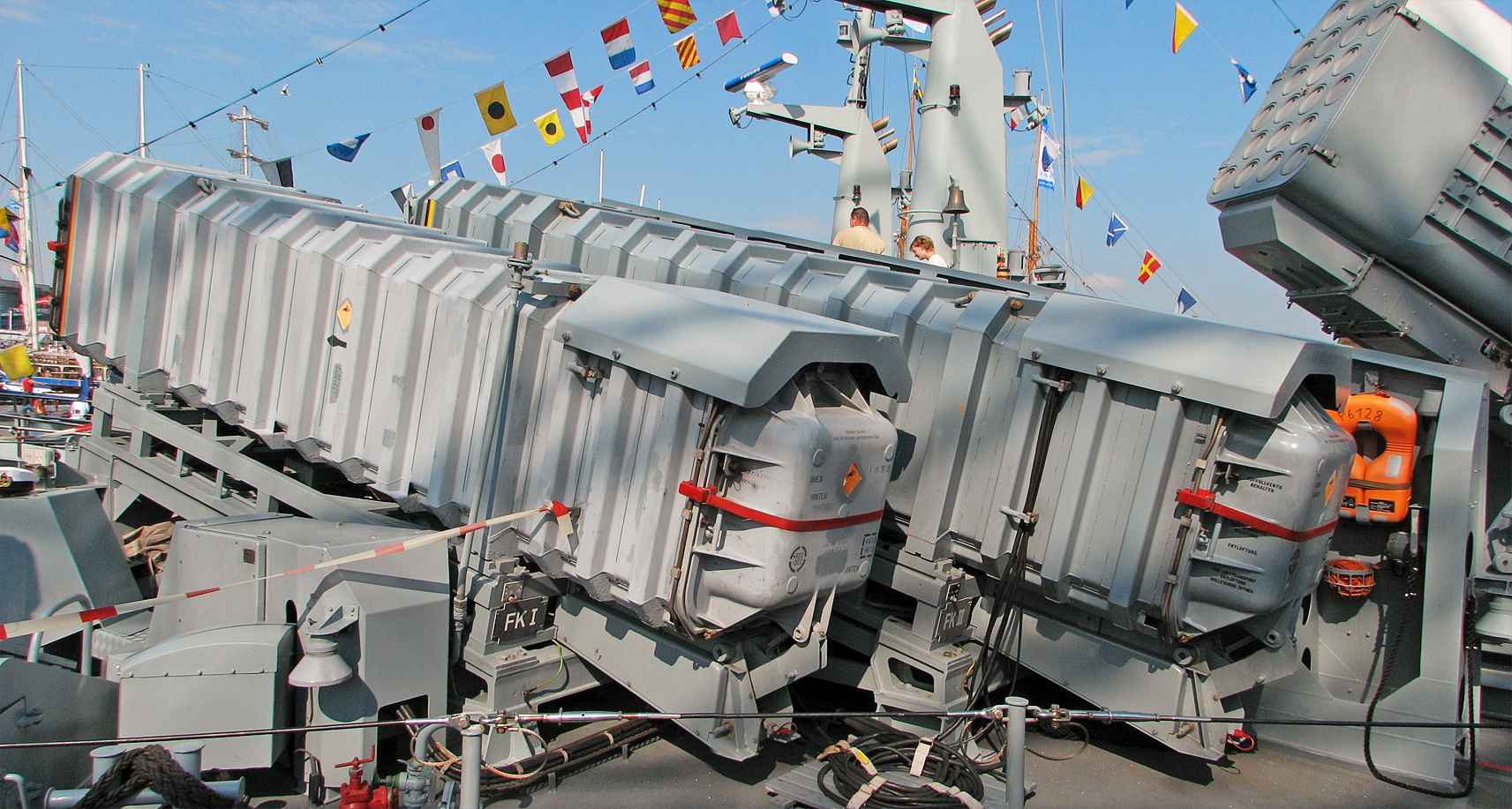
Odpalovací kontejnery střel námořní verze MM.38 instalované na palubě německého raketového člunu třídy Gepard

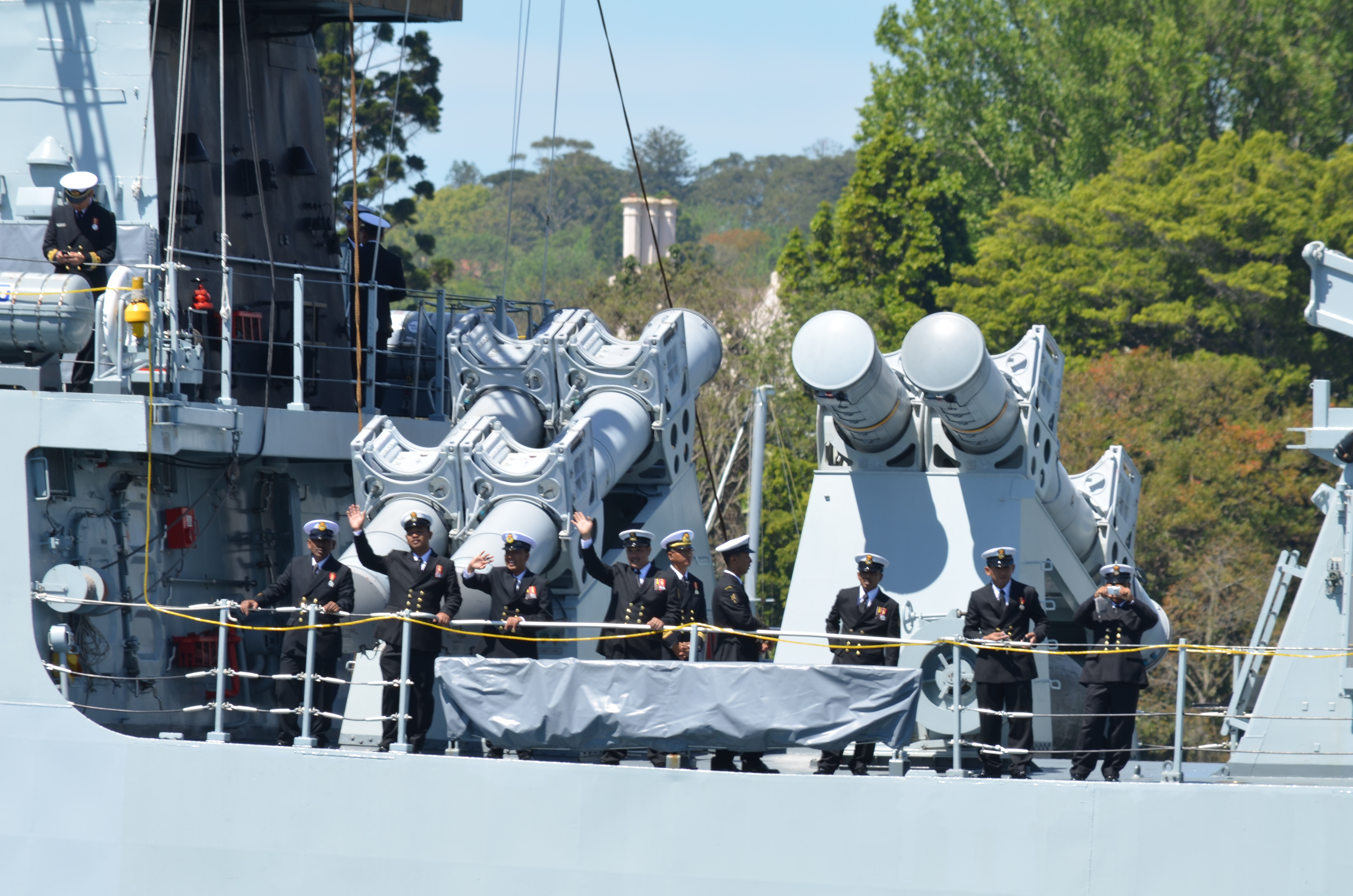
Odpalovací kontejnery střel námořní verze MM.40 instalované na palubě malajské fregaty Jebat (F29)

Citováno dle:
| Verze         | Nosič              | Délka  | Průměr | Dosah  | Hmotnost | Hmotnost hlavice      |
| ------------- | ------------------ | ------ | ------ | ------ | -------- | --------------------- |
| MM.38         | hladinové plavidlo | 5,21 m | 0,35 m | 40 km  | 735 kg   | 165 kg tříštivotrhavá |
| MM.40         | hladinové plavidlo | 5,8 m  | 0,35 m | 70 km  | 870 kg   | 165 kg tříštivotrhavá |
| MM.40 Block 3 | hladinové plavidlo |        |        | 180 km |          | 165 kg tříštivotrhavá |
| SM.39         | ponorka            | 4,69 m | 0,35 m | 50 km  | 655 kg   | 165 kg tříštivotrhavá |
| AM.39         | letadlo, vrtulník  | 4,69 m | 0,35 m | 70 km  | 670 kg   | 165 kg tříštivotrhavá |